# Karel Jáchym z Fürstenberg-Stühlingenu
Karel Jáchym Alois František z Pauly z Fürstenberg-Stühlingenu (německy Karl Joachim Aloys Franz von Paula zu Fürstenberg-Stühlingen (31. března 1771 Donaueschingen – 17. května 1804 Donaueschingen) byl v letech 1796–1804 osmým vládnoucím knížetem z Fürstenbergu z rodu Fürstenbergů. Jeho osobou vymřela říšská knížecí linie (primogenitura).

## Život

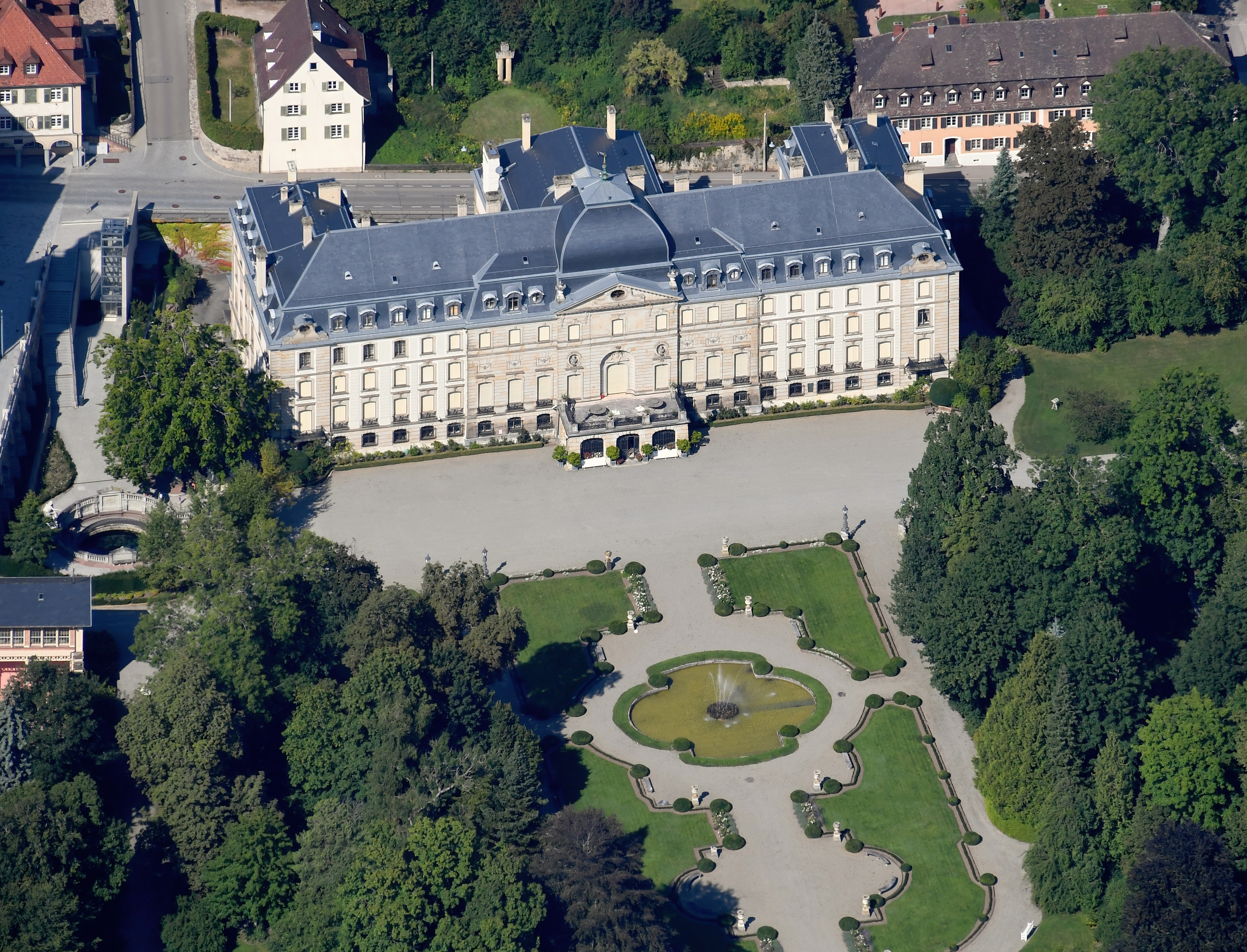
Zámek Donaueschingen

Karel Jáchym byl nejmladším žijícím synem knížete Josefa Václava z Fürstenberg-Stühlingenu (1728–1783) a Marie Josefy z Waldburg-Scheer-Trauchburgu (1731–1782). Tři ještě mladší bratři zemřeli mladí. V roce 1787 završil svoje vzdělávání rozsáhlou cestou přes Belgii, Holandsko a Anglii v doprovodu Josepha Kleisera.
Poté, co jeho bratr Josef Maria (1758–1796) zemřel bezdětný, se Karel Jáchym stal v roce 1796 osmým vládnoucím knížetem z Fürstenbergu. Stalo se tak v době, kdy jeho knížectví ohrožovaly francouzské revoluční armády postupující přes Rýn. Karel Jáchym zpočátku uprchl na svůj hrad Heiligenberg. Kleisera, který byl jeho důvěrníkem, jmenoval předsedou vlády. Stáhl původně svolaný vojenský kontingent a také se postavil proti rozhodnutí švábského říšského kraje, aby se Donaueschingen stal místem shromáždění krajských jednotek. Karlu Jáchymovi se obecně připisují sympatie k francouzské věci a předpokládá se, že by se také připojil k Rýnskému spolku, kdyby se dožil jeho založení.
Přesto knížectví trpělo francouzskou okupací a průchodem jak francouzských, tak rakouských vojsk.
Ve Vídni se 11. ledna 1796 Karel Jáchym oženil se svou příbuznou Karolínou Žofií z Fürstenberg-Weitry (20. srpna 1777 – 25. února 1846), dcerou lankraběte Jáchyma Egona z Fürstenberg-Weitry (1749–1828) a jeho manželky Žofie z Öttingen-Wallersteinu (1751–1835). Manželství zůstalo bezdětné a linie Fürstenberg-Stühlingen osobou Karla Jáchyma vymřela. Celé dědictví přešlo na Karla Egona II. (1796–1854) z české pobočné linie.

## Fürstenbergova výchozí situace před reorganizací Německa
Evropa se připravovala na nové uspořádání, Svatá říše římská se nacházela před zánikem. Sousedé v Bádensku a Württembersku se snažili vytvořit funkční teritoriální státy a podpořit hospodářství. Zejména Karel Bedřich Bádenský (1728–1811) měl za své dlouhé vlády (od roku 1738) využít základ vytvořený jeho dědečkem Karlem III. Vilémem (1679–1738).
Knížectví Fürstenberg nemělo od knížete Josefa Viléma (1699–1762) žádného aktivního regenta, předtím se Fürstenbergové vyčerpali ve službách Habsburků a na rozdíl od bádenské dynastie vlastní země zanedbávali. Na tomto pozadí není divu, že Fürstenberské knížectví nebylo jedním ze států, které zůstaly po napoleonském uspořádání.